# Ruppurská jaderná elektrárna
Ruppurská jaderná elektrárna (bengálsky রূপপুর পারমাণবিক বিদ্যুৎ কেন্দ্র) je jaderná elektrárna ve výstavbě v Bangladéši. Nachází se v oblasti Rajshahi. Po dokončení se stane první jadernou elektrárnou Bangladéše. Staveniště se nachází na břehu řeky Gangy. Dva bloky elektrárny budou celkem produkovat 2400 MW hrubého výkonu.

## Historie a technické informace

### Počátky
Samotný záměr postavit jadernou elektrárnu v tehdejším Východním Pákistánu sahá až do roku 1961, kdy se uvažovalo o výstavbě jednoho reaktoru o výkonu přibližně 50 MW. V listopadu 1962 bylo vysláno několik expertů, kteří byli pověřeni hledáním vhodných lokalit pro výstavbu jaderných elektráren. Jako výsledek vzešly dvě lokality, Karáčí na západě země, v dnešním Pákistánu a Ruppur ve východní části, dnešním Bangladéši. Při výběru lokalit byl kladen zřetel i na seismické a geologické vlastnosti.

### 70. léta
Poté bylo vyhlášeno výběrové řízení, kterého se zúčastnily následující firmy: General Electric, Westinghouse, Siemens-Schuckertwerke, Atomenergoexport a švýcarské konsorcium Motor-Columbus AG. Výběrové řízení vyhrálo konsorcium Motor-Columbus AG, ale sovětský Atomenergoexport učinil lepší nabídku s reaktorem VVER-440. V roce 1971 byl založen nový státní celek Bangladéš, takže projekt pokračoval od nuly až v roce 1980, kdy byl obnoven.

### 80. léta
V roce 1985 SSSR opět nabídl Bangladéši levnou nabídku na VVER-440, podléhající však přísným politickým podmínkám, které Bangladéš nebyl ochoten akceptovat. Náklady by měly činit 600 milionů dolarů. Kromě Sovětského svazu byla nabídnuta výstavba reaktoru Magnox o výkonu 300 MW také Spojené království. Saúdská Arábie chtěla projekt finančně podpořit a poskytnout zhruba dvě třetiny financí, ale samotný Bangladéš měl problémy sehnat finance i na zbývající třetinu. V roce 1988 vláda rozhodla o zahájení přípravných prací na 320 MW reaktoru. Definitivní rozhodnutí ve prospěch jaderné elektrárny však padlo až v roce 1989 po vypracování studie západoněmecké společnosti Lahmayer International.

### 90. léta až po současnost
V letech 1991 až 1997 plánování téměř úplně stagnovalo. V říjnu 1997 bylo oznámeno, že elektrárna bude skutečně postavena. Až v roce 2000 však země oslovila Rusko jako možného dodavatele reaktorů. Důvodem bylo, že Sovětský svaz a nástupnický stát Rusko byly jedinými poskytovateli, kteří mohli nabídnout odpovídající levné finanční podmínky. Rusko nabídlo Bangladéši postavit reaktor o výkonu 600 MW - VVER-640, který by mohl být postaven do pěti až šesti let od hlasování v parlamentu. V roce 2008 však bylo vypsáno odpovídající výběrové řízení na elektrárnu, do kterého se zapojily ruský Atomstrojexport (VVER-1000), jihokorejská Korea Hydro and Nuclear Power (OPR-1000) a čínská China National Nuclear Corporation (CNP-1000). V květnu 2009 bylo podepsáno memorandum o porozumění s Ruskem o výstavbě elektrárny a dodávce komponent.
V lednu 2013 bylo dosaženo dohody o poskytnutí půjčky Ruskem ve výši 500 milionů USD na výstavbu jaderné elektrárny s úrokovou sazbou 4,5%.
Dne 22. července 2013 dvanáctičlenný tým Rosatomu poprvé navštívil místo elektrárny spolu s bangladéšskými úředníky. Ruský tým oznámil, že v prvním srpnovém týdnu bude do Ruppuru vyslán první dvousetčlenný tým, který zahájí počáteční hodnocení na místě, včetně sběru dat pro posouzení vlivu na životní prostředí a pro skutečnou studii proveditelnosti. Vzhledem k rychlé implementaci oznámila Šajch Hasína Vadžíd 2. září 2013, že výstavba lokality začne již 2. října 2013. Dne 26. září podepsal Atomstrojexport s Rosatomem smlouvu na výstavbu areálu v hodnotě 265 milionů dolarů.
Základní kámen jaderné elektrárny v lokalitě Ruppur byl oficiálně položen na slavnostním zahájení stavby dne 2. října 2013 za přítomnosti generálního ředitele Rosatomu Sergeje Kirijenka a předsedkyně vlády Bangladéše Šajch Hasíny Vadžíd. Ve stejné době byla podepsána plánovací smlouva mezi Bangladéšem a Atomenergoprojektem Nižnij Novgorod.
Projekt byl dodatečně změněn na VVER-1200 místo původně plánovaných AES-92.
V prosinci 2023 bylo oznámeno, že první blok zahájí výrobu elektřiny v prosinci 2024 a druhý blok v prosinci 2025. Později byl termín uvedení do provozu pro první blok posunut na rok 2025.

## Informace o reaktorech
| Reaktor  | Typ reaktoru  | Výkon   | Výkon   | Zahájení výstavby | Připojení k síti | Uvedení do provozu | Uzavření |
| Reaktor  | Typ reaktoru  | Čistý   | Hrubý   | Zahájení výstavby | Připojení k síti | Uvedení do provozu | Uzavření |
| -------- | ------------- | ------- | ------- | ----------------- | ---------------- | ------------------ | -------- |
| Ruppur-1 | VVER-1200/523 | 1080 MW | 1200 MW | 30. 11. 2017      | 2025             |                    |          |
| Ruppur-2 | VVER-1200/523 | 1080 MW | 1200 MW | 14. 7. 2018       | 2025             |                    |          |